# High Bridge (Nueva Jersey)
High Bridge es un borough ubicado en el condado de Hunterdon en el estado estadounidense de Nueva Jersey. En el año 2010 tenía una población de 3.648 habitantes y una densidad poblacional de 579,05 personas por km².

## Geografía
High Bridge se encuentra ubicado en las coordenadas 40°40′06″N 74°53′44″O / 40.66833, -74.89556.

## Demografía
Según la Oficina del Censo en 2000 los ingresos medios por hogar en la localidad eran de $68,719 y los ingresos medios por familia eran $75,357. Los hombres tenían unos ingresos medios de $56,607 frente a los $35,450 para las mujeres. La renta per cápita para la localidad era de $29,276. Alrededor del 3.2% de la población estaba por debajo del umbral de pobreza.